# Quedius subunicolor
Quedius subunicolor är en skalbaggsart som beskrevs av Korge 1961. Quedius subunicolor ingår i släktet Quedius, och familjen kortvingar. Arten är reproducerande i Sverige.